# Organización territorial de Francia
La organización territorial de Francia, que divide el territorio nacional en subdivisiones administrativas jerarquizadas, se basa en un equilibrio entre los entes locales, administrados por consejos elegidos y dotados de una verdadera autonomía de gestión, y los servicios estatales descentralizados no elegidos, encargados de garantizar la unidad de la República y el principio de igualdad ante la ley.
Hay tres niveles de autoridades territoriales, las comunas, los departamentos y las regiones, conocidas como autoridades territoriales de derecho común. Las comunidades con estatus especial, las colectividades de ultramar y Nueva Caledonia completan el sistema. Un cuarto nivel intermedio entre la comuna y el departamento lo constituyen las estructuras de cooperación intermunicipal (establecimientos públicos de cooperación intermunicipal con régimen fiscal propio o sindicatos), que no son autoridades territoriales, pero cuyas asambleas deliberantes están formadas por representantes elegidos de los municipios miembros: los cantones y los distritos. El número de estas estructuras y el solapamiento de competencias entre ellas, que evolucionan en función de las reformas, han dado lugar a la expresión millefeuille territorial (en español: milhojas territorial), que los distintos gobiernos han intentado hacer más sencilla, legible y eficaz para los ciudadanos.

## Colectividades territoriales

### Colectividades ordinarias

#### Regiones
Herederas en parte de las antiguas provincias y regiones históricas, las regiones administrativas se crearon en su forma anterior a 2016 a partir de 1960 y adquirieron el estatus de colectividad territorial en 1982, consagrado en la Constitución desde 2003. El 1 de enero de 2016, el número de regiones administrativas se redujo de veintisiete a dieciocho (trece en Francia metropolitana y cinco en ultramar), tras la ley del 16 de enero de 2015.
Dentro del mismo territorio, hay una autoridad territorial con un consejo elegido, el consejo regional, y un distrito administrativo con un prefecto regional. Mientras que el número total de regiones, como divisiones administrativas del Estado, es de 18, el número de regiones como entidades territoriales de derecho común es sólo de 14 (12 en Francia metropolitana y dos en ultramar: Guadalupe y Reunión). También hay cuatro autoridades de estatus especial a nivel regional (Córcega en Francia metropolitana y Mayotte, Guayana Francesa y Martinica en los territorios de ultramar). También hay que señalar que algunas regiones metropolitanas tienen características específicas, como Isla de Francia: las particularidades de esta región se deben a su tamaño y al número de sus habitantes, pero también a sus competencias, que son más amplias que las de las demás regiones. Las cinco regiones de ultramar tienen el estatus de regiones ultraperiféricas de la Unión Europea.
Como comunidades, las regiones tienen dos asambleas, a diferencia de otras comunidades que sólo tienen una: una asamblea deliberativa, el consejo regional, y una asamblea consultiva, el consejo regional económico, social y medioambiental, que representa las «fuerzas vivas» de la región. El presidente del consejo regional es el ejecutivo de la comunidad.

#### Departamentos

Mapa de los 101 departamentos de Francia.

La creación de los departamentos franceses se remonta al decreto del 22 de diciembre de 1789 emitido por la Asamblea Constituyente de 1789, que entró en vigor el 4 de marzo de 1790. Sus límites se inspiran en proyectos más antiguos de reordenación del territorio, elaborados bajo la realeza por Marc-René d'Argenson ya en 1665 y consagrados en un edicto en 1787, o por Condorcet en 1788.
Dentro del mismo territorio, hay una autoridad territorial con un consejo elegido, el consejo departamental, y un distrito administrativo con un prefecto departamental. Mientras que el número total de departamentos como divisiones administrativas del Estado es de 101, el número de departamentos como autoridades territoriales de derecho común es sólo de 93 (91 en Francia metropolitana y dos en ultramar: Guadalupe y Reunión). Siete autoridades de estatus especial completan el nivel departamental, pero no son departamentos en el sentido jurídico del término: Mayotte desde 2011, Martinica, Guayana Francesa y la metrópoli de Lyon desde 2015, Córcega desde 2018, París desde 2019 y la colectividad europea de Alsacia desde 2021.
Por lo que respecta a Guadalupe y La Reunión, no existe una verdadera analogía entre los departamentos de ultramar y los departamentos metropolitanos: si bien el artículo 73 de la Constitución establece que en los departamentos y regiones de ultramar las leyes y reglamentos son aplicables de pleno derecho, también indica que estos textos pueden prever adaptaciones para tener en cuenta las características específicas de estos territorios. Sobre todo, el apartado 2 del artículo 73 establece que los departamentos y regiones de ultramar pueden ser autorizados a establecer las normas aplicables en su territorio. Así, estas categorías de autoridades pueden recibir amplios poderes normativos mediante leyes y reglamentos.
La organización de los servicios desconcentrados de las administraciones civiles del Estado en el marco de las circunscripciones departamentales y de distrito no se ve modificada por el decreto de creación de la nueva colectividad. A partir del 1 de enero de 2021, el número de autoridades departamentales se reduce a 94, de las cuales 92 en Francia metropolitana, mientras que el número de distritos departamentales se mantiene en 101.

#### Comunas

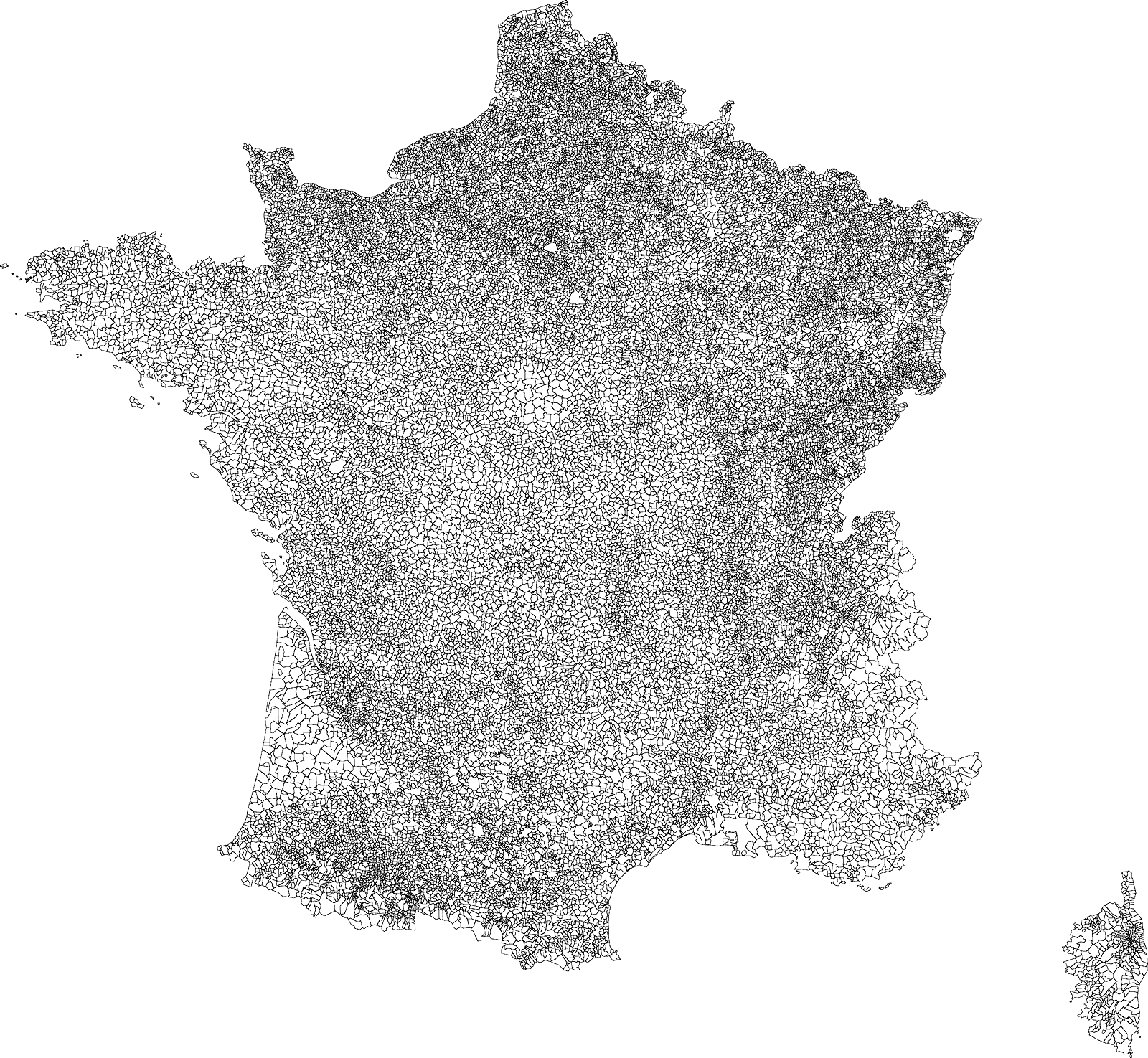
Mapa de la Francia metropolitana dividida en municipios.

Creados en 1789 para sustituir a las parroquias, los municipios son el nivel básico de las divisiones administrativas del territorio francés. Los municipios se rigen por el Título XII de la Constitución de 1958 y la segunda parte del Código General de Comunidades Territoriales. Sin embargo, aunque constituyen una categoría jurídica uniforme, los municipios franceses se caracterizan por una gran heterogeneidad, tanto en lo que respecta a la extensión de su territorio como al número de su población. Para remediar la fragmentación de los municipios, varias medidas han intentado reducir el número de municipios, como la ley Marcelino del 16 de julio de 2011. Ante el fracaso de esta ley, se pusieron en marcha otras medidas, en particular la posibilidad de crear nuevos municipios en aplicación de la ley n.º 2010-1563, de 16 de diciembre de 2010, sobre la reforma de las comunidades territoriales, reforzada por la ley de 16 de marzo de 2015 sobre la mejora del régimen del nuevo municipio para municipios fuertes y pujantes. Estas medidas permitieron reducir el número de municipios por debajo de la marca simbólica de 36 000 en 2016 y luego, en 2019, por debajo de la marca de 35 000.
Un municipio es administrado por un consejo municipal elegido por seis años y presidido por un alcalde. El alcalde también representa al Estado en el municipio para determinadas funciones. En particular, el alcalde es responsable de la publicación de leyes y reglamentos, tiene competencias en materia electoral (llevar el censo electoral, organizar las elecciones), y tiene competencias especiales de policía (publicidad, carteles, policía de extranjería: visado o certificado de alojamiento). También es funcionario del registro civil y de la policía judicial. Al ser también una autoridad descentralizada, el alcalde se beneficia por tanto de una duplicación funcional.
Hasta 2018, París era a la vez un municipio y un departamento: el consejo de París se reunía como consejo municipal o como consejo general, en función de las competencias que ejercía. El 1 de enero de 2019, el departamento y el municipio se fusionaron en una sola entidad, la Ciudad de París, con el estatus de autoridad de estatus especial.

### Colectividades de ultramar

Colectividades de ultramar de Francia en azul.

La revisión constitucional de 2003 introdujo el concepto de colectividad de ultramar y suprimió el de territorio de ultramar, pero mantuvo los departamentos, aunque acentuando las particularidades reconocidas a esta categoría. Las colectividades de ultramar están formadas por San Pedro y Miquelón, Wallis y Futuna, Polinesia Francesa y, desde 2011, San Martín y San Bartolomé. De hecho, estas colectividades son muy heterogéneas, como consecuencia del artículo 74 de la Constitución, que establece que «las colectividades de ultramar regidas por este artículo tendrán un estatuto que tenga en cuenta los intereses específicos de cada una de ellas dentro de la República». El estatuto de cada colectividad de ultramar está definido por una ley orgánica. Sin embargo, más allá de esta gran heterogeneidad, hay puntos comunes: las instituciones de la colectividad deben ser consultadas sobre los proyectos de ley y los proyectos de ordenanza o de decreto que incluyen disposiciones relativas a la colectividad. El estatuto de las colectividades de ultramar fue precisado por la ley orgánica del 21 de febrero de 2007, que determinó en particular el régimen de aplicación de las leyes y reglamentos en estos territorios.
La Polinesia Francesa se beneficia de un estatuto de autonomía reforzado: puede adoptar lois de pays (leyes nacionales) en determinados ámbitos como la sanidad pública, la educación o el derecho laboral. Estas «leyes» están sujetas al control del Conseil d'État, que ejerce un control similar al que ejerce el Conseil constitutionnel sobre las leyes. Las instituciones de esta comunidad también tienen características específicas: la Polinesia tiene una asamblea que puede cuestionar la responsabilidad del gobierno de la Polinesia mediante una moción de censura.
Colectividad sui géneris de Nueva Caledonia
Nueva Caledonia se rige por el Título XIII de la Constitución y goza de una autonomía particular: la Asamblea de Nueva Caledonia (conocida como el Congreso) puede adoptar lois de pays que, a diferencia de las lois de pays de la Polinesia Francesa, no son actos administrativos y, por tanto, están sujetos al control del Consejo Constitucional. Además del Congreso, Nueva Caledonia cuenta con un ejecutivo colegiado llamado gobierno y un senado consuetudinario al que se le consultan los proyectos relacionados con la identidad canaca. Tiene amplias competencias, incluso en los dominios regios, hasta el punto de que no entra en la categoría de autoridades territoriales. Parece tener un estatus a medio camino entre el de un Estado y el de una colectividad.
Las provincias de Nueva Caledonia (Provincia Sur, Provincia Norte y Provincia de las Islas de la Lealtad) son colectividades con competencias en todos los sectores no atribuidos por la ley al Estado, a Nueva Caledonia y a los municipios.
El 4 de noviembre de 2018 se celebró un referéndum de acceso a la independencia en el marco del Acuerdo de Numea. Este fue el segundo referéndum sobre la independencia de Nueva Caledonia, después del celebrado en 1987. La votación -marcada por una alta participación (81,01 %)- vio cómo el 56,67 % de los votantes dijo «no» a la propuesta de independencia. Los resultados reiteran la importante disparidad entre las dos principales comunidades, canaca y europea, mientras que el 17 % de los votantes que viven en el archipiélago están excluidos de la votación, de acuerdo con las listas establecidas por el Acuerdo de Numea. El 4 de octubre de 2020 se celebró un segundo referéndum sobre la independencia del territorio, aplazado un mes debido a la pandemia de Covid-19. Los votantes volvieron a votar un 53,26 % a favor del «no» a la independencia. Tras esta respuesta negativa, los partidarios del «sí» a la independencia pueden solicitar un tercer y definitivo referéndum, que tendría lugar a finales de 2022 como máximo, tal y como prevé el Acuerdo de Numea.

## Otros tipos de organización territorial

### Cantones

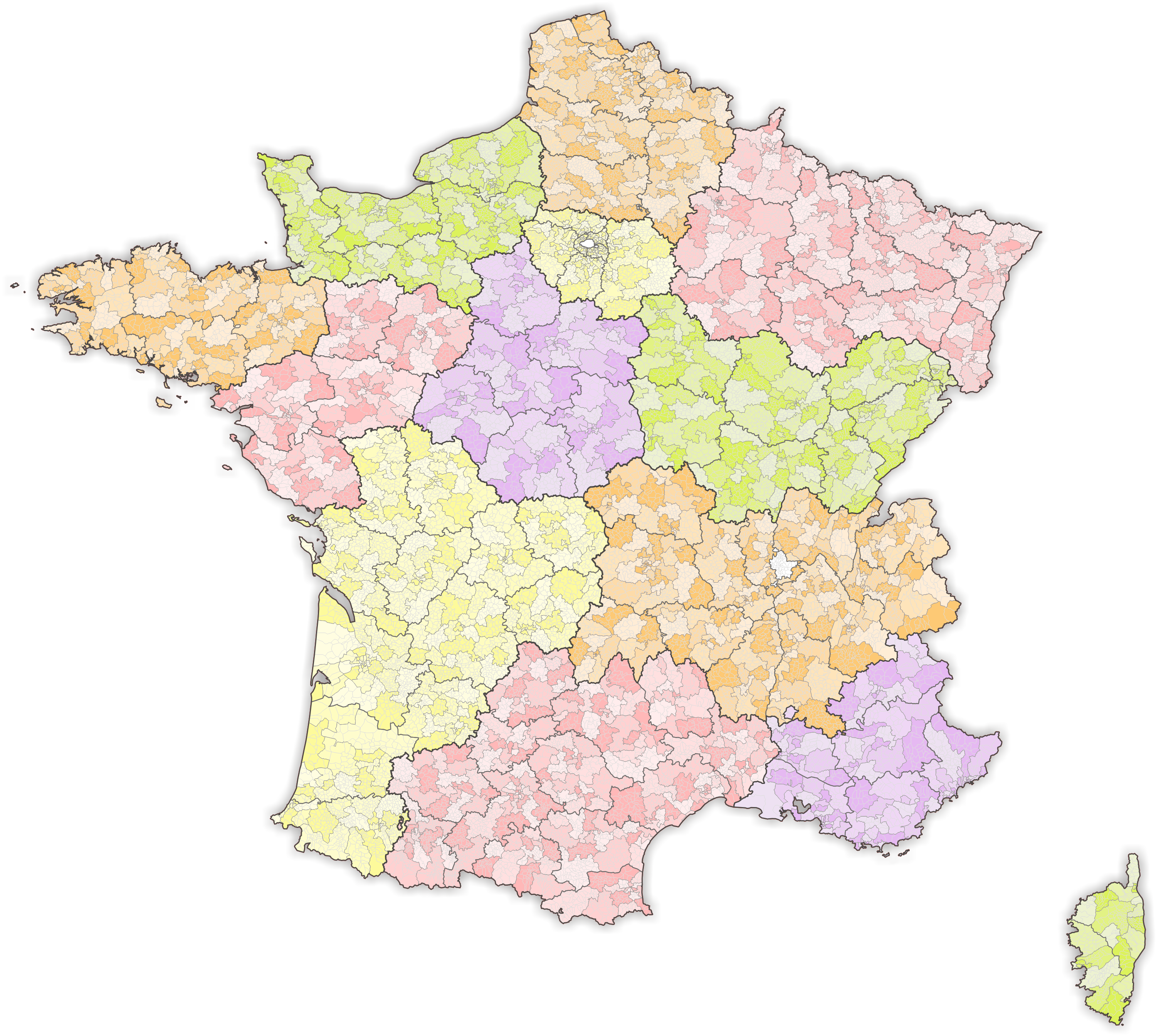
Los cantones de la Francia metropolitana.

Los cantones de Francia son subdivisiones territoriales de los departamentos y distritos de Francia, y son la circunscripción electoral de los consejeros departamentales, miembros del consejo departamental.
Aparte de su papel como unidades organizativas en relación con ciertos aspectos de la administración de los servicios públicos y la justicia, el propósito principal de los cantones hoy en día es servir como circunscripciones electorales para la elección de los miembros de las asambleas representativas establecidas en cada uno de los departamentos territoriales de Francia (consejos departamentales) , anteriormente consejos generales. Por esta razón, tales elecciones se conocían en Francia como «elecciones cantonales», hasta 2015, cuando su nombre se cambió a «elecciones departamentales» para que coincidiera con el nombre de los consejos departamentales.

### Arrondissements o distritos
El arrondissement o distrito es la circunscripción administrativa más pequeña en Francia, es decir, una zona geográfica resultante de una división del territorio nacional con fines de gestión administrativa. Se trata de una subdivisión intermedia entre el departamento y el cantón, y se asimila rápidamente a la subprefectura. Sin personalidad jurídica, sirve de marco para la actuación del Estado en este territorio y se ha convertido, desde la reducción cantonal de 2015, en una división supracomunitaria.
Un distrito lleva generalmente el nombre de su ciudad principal (la subprefectura, a menos que sea la prefectura del departamento) y es administrado por un subprefecto (excepto el distrito cuya ciudad principal es también la del departamento, que es administrado por el secretario general de la prefectura).
A 29 de marzo de 2017, hay 332 distritos en Francia.
A diferencia de las regiones, los departamentos y las comunas francesas, los arrondissements no tienen entidad jurídica de derecho público. Además, a diferencia de esas otras divisiones administrativas, no están dirigidos por funcionarios elegidos, sino por designaciones políticas, funcionarios nombrados por el presidente francés.